# Arcizans-Dessus
Arcizans-Dessus é uma comuna francesa na região administrativa de Occitânia, no departamento dos Altos Pirenéus. Estende-se por uma área de 5,01 km², Em 2010 a comuna tinha 128 habitantes (densidade: 25,5 hab./km²)..